# Ъспарта (вилает)
Ъспарта (на турски: Isparta) е вилает в Югозападна Турция. Административен център на вилаета е едноименният град Ъспарта.
Вилает Ъспарта е с население от 547 525 жители (оценка от 2006 г.) и обща площ от 8993 кв. км. Вилает Ъспарта е разделен на 13 общини.

## Население
Численост на населението според преброяванията през годините:
| Година | Численост |
| 1990   | 434 771   |
| 2000   | 513 681   |
| 2011   | 412 039   |